# Chadwickryggen
Chadwickryggen è una montagna situata sull'isola Spitsbergen, nell'arcipelago delle Svalbard, in Norvegia. Il rilievo misura 1640 metri sul mare.
Si trova ad ovest rispetto al Wijdefjorden.
Il nome rimanda al fisico inglese James Chadwick.